# Вороковский сельсовет
Вороковский сельсовет — сельское поселение в Казачинском районе Красноярского края.
Административный центр — село Вороковка.

## Население
| 2010 | 2012 | 2013 | 2014 | 2015 | 2016 | 2017 |
| ---- | ---- | ---- | ---- | ---- | ---- | ---- |
| 843  | ↘813 | ↘800 | ↘777 | ↘753 | ↘727 | ↘712 |

## Состав сельского поселения
В состав сельского поселения входят 4 населённых пункта:
| № | Населённый пункт | Тип населённого пункта       | Население |
| - | ---------------- | ---------------------------- | --------- |
| 1 | Вороковка        | село, административный центр | 429       |
| 2 | Матвеевка        | деревня                      | 361       |
| 3 | Томиловка        | деревня                      | 6         |
| 4 | Чумница          | деревня                      | 47        |

## Местное самоуправление
Вороковский сельский Совет депутатов
Дата избрания: 14.03.2010. Срок полномочий: 5 лет. Количество депутатов:  7
Глава муниципального образования
- Архипов Аркадий Николаевич. Дата избрания: 14.03.2010. Срок полномочий: 5 лет